# .sc
.sc es el dominio de nivel superior geográfico (ccTLD) para Seychelles. Es un TLD que se comercializó para empresas en Escocia y el estado de Carolina del Sur de EE. UU., sin embargo, los dominios están sujetos a las reglas de registro de Seychelles. Si bien SCregistrars, una empresa que comercializaba dominios .sc para un público objetivo de sitios escoceses, cerró, desde entonces la extensión .sc permanece disponible a través de la plataforma Afilias Global a través de varios registradores de renombre internacional para el registro directo en el segundo nivel.
El dominio también ha sido utilizado para piratear dominios, como el sitio web SoundCloud (debido a sus iniciales "SC"). Por ejemplo, "exit.sc" fue un dominio creado por SoundCloud para rastrear el tráfico que sale de su sitio web.